# Gymnoglossum
Gymnoglossum Massee – rodzaj grzybów z rodziny gnojankowatych (Bolbitiaceae).

## Systematyka i nazewnictwo
Pozycja w klasyfikacji według Index Fungorum
Bolbitiaceae, Agaricales, Agaricomycetidae, Agaricomycetes, Agaricomycotina, Basidiomycota, Fungi.
Gatunki
- Gymnoglossum candidum (Harkn.) Zeller 1948
- Gymnoglossum connectens (Bucholtz) Zeller 1948
- Gymnoglossum elasmomycetoides (Zeller) Zeller 1948
- Gymnoglossum foetidum (Coker & Couch) Zeller 1948
- Gymnoglossum fulvum (Rodway) G. Cunn. 1941
- Gymnoglossum globosum (Harkn.) Zeller 1948
- Gymnoglossum majus (Zeller & C.W. Dodge) Zeller 1948
- Gymnoglossum megasporum (Zeller & C.W. Dodge) Zeller 1948
- Gymnoglossum olivaceum (Zeller) Zeller 1948
- Gymnoglossum reticulatum J.W. Cribb 1958
- Gymnoglossum stipitatum Massee 1891
- Gymnoglossum utriculatum (Harkn.) Zeller 1948

Wykaz gatunków (nazwy naukowe) na podstawie Index Fungorum.